# 阿塞拜疆中央銀行
阿塞拜疆中央銀行是阿塞拜疆的中央銀行，總部位於阿塞拜疆首都巴库。阿塞拜疆中央銀行是阿塞拜疆貨幣马纳特的發行單位，擁有阿塞拜疆唯一的造幣廠。

## 外部連結
- 阿塞拜疆中央銀行官方网站 （页面存档备份，存于）  （英文）